# يار أباد العليا (زرين دشت)
یار أباد العلیا (بالفارسية: یارآباد علیا) هي قرية تقع في إيران في قسم زرين دشت الريفي. يقدر عدد سكانها بـ 91 نسمة .